# Madhuca burckiana
Madhuca burckiana är en tvåhjärtbladig växtart som först beskrevs av Sijfert Hendrik Koorders, och fick sitt nu gällande namn av Herman Johannes Lam. Madhuca burckiana ingår i släktet Madhuca och familjen Sapotaceae. Inga underarter finns listade i Catalogue of Life.